# Bozidar Djelic
Bozidar Djelic (Belgrado, 1º aprile 1965) è un politico serbo.
Dal 2001 al 2004 è stato Ministro delle Finanze e dell'Economia della Serbia. Ha gestito con successo l'intermediazione di titoli di debito per debitori statali e le trattative di privatizzazione. Durante il suo mandato è stato governatore della Serbia presso la BERS e vicegovernatore della Banca Mondiale.
Dopo il cambio di governo nel 2004, ha continuato a lavorare nella squadra del nuovo ministro delle Finanze, Mlađan Dinkić. Nel 2005 è diventato direttore della banca francese Crédit Agricole per l'Europa occidentale.
Alla fine del 2006 è tornato in politica e, dal 15 maggio 2007, è vice primo ministro della Serbia, responsabile dell'integrazione della Serbia nell'UE.
In seguito è stato capo negoziatore per l'integrazione della Serbia nell'Unione europea e coordinatore del sostegno finanziario dell'UE. È stato inoltre responsabile dello sviluppo della strategia “Serbia 2020”, in linea con il corrispondente piano dell’UE.
Quando il Consiglio europeo del 9 dicembre 2011 decise di non riconoscere alla Serbia lo status di candidato ufficiale all'UE, Božidar Đelić si dimise dalla carica di vice primo ministro serbo per l'integrazione europea. Sul suo sito web afferma di essersi assunto la responsabilità di ciò e di non aver mantenuto la promessa fatta alla Serbia.
Božidar Đelić è laureato presso l'HEC Paris, Sciences Po, l'EHESS, la Harvard Business School e la Harvard Kennedy School.